# Grigorij Alekszandrovics Margulisz
Grigorij Alekszandrovics Margulisz (Moszkva, 1946. február 24. –) Fields-érmes, Wolf- és Abel-díjas orosz-amerikai matematikus.
1970-ben kandidátus lett. Témavezetője Jakov Grigorjevics Szinaj volt. Disszertációjának címe: On some aspects of the theory of Anosov flows. 1970-1991 között a Moszkvai Állami Egyetem Információtovábbítási Intézetének munkatársa. 1978-ban Fields-érmet kapott, de a szovjet hatóságok nem engedték kiutazni a Helsinkiben megrendezett matematikai kongresszusra a díj átvételére. 1991 óta a Yale Egyetem professzora.

## Főbb eredményei
- Valószínűségszámítási, p-adikus analízisbeli és algebrai geometriai módszerek segítségével bebizonyította a Zelberg–Pjatyeckij–Sapiro-sejtést: magas rangú Lie-csoportok hálói aritmetikaiak.
- Oppenheim 1929-es sejtését igazolva, 1986-ban bebizonyította, hogy ha n≥3 és a {\displaystyle Q(x_{1},\ldots ,x_{n})=\alpha _{1}x_{1}^{2}+\cdots +\alpha _{n}x_{n}^{2}} kvadratikus alak indefinit, valamelyik {\displaystyle \alpha _{i}/\alpha _{j}} hányados irracionális, akkor minden ε>0-ra létezik nemnulla egész x vektor, amire |Q(x)|<ε.
- Kazsdan egy állítását használva belátta Banach sejtését, vagyis azt, hogy n≥ 4-re a Lebesgue-mérték az egyetlen végesen additív, izometria-invariáns mérték az n dimenziós gömb Lebesgue-mérhető halmazain.
- Explicit konstrukciót adott korlátos fokú expander gráfokra.

## Díjai
- Fields-érem (1978)
- Lobacsevszkij-díj (1996)
- Wolf-díj (2005)
- Abel-díj (2020)